# Louro Apagão (Árvore) - (Pera heteranthera)
A Árvore localizada majoritariamente na região Sudeste do Brasil (principalmente no Rio de Janeiro, Espírito Santo e parte da Bahia – além de São Paulo e Minas Gerais), conhecida cientificamente como Pera heteranthera, e popularmente como Louro Apagão, é uma espécime vegetal notória e importante do bioma da Mata Atlântica, sendo excelente fornecedora de alimentos às aves que vivem nesse habitat específico..

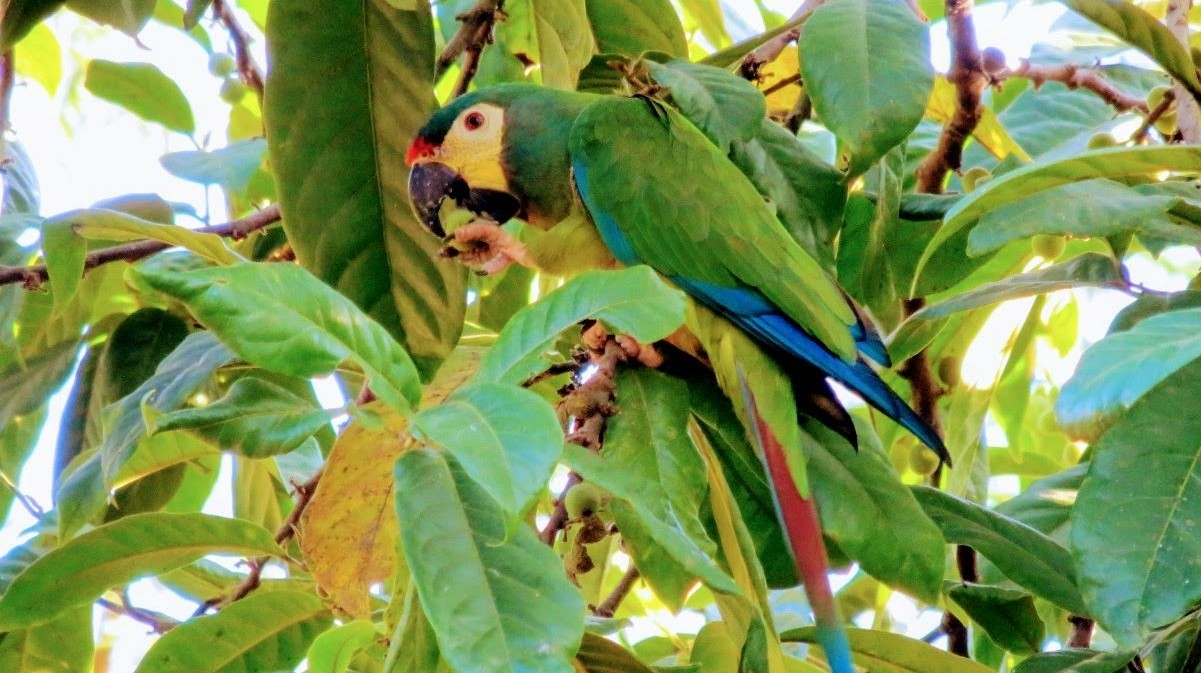
Arara Verde se alimentando dos frutos da árvore Louro Apagão

## Características

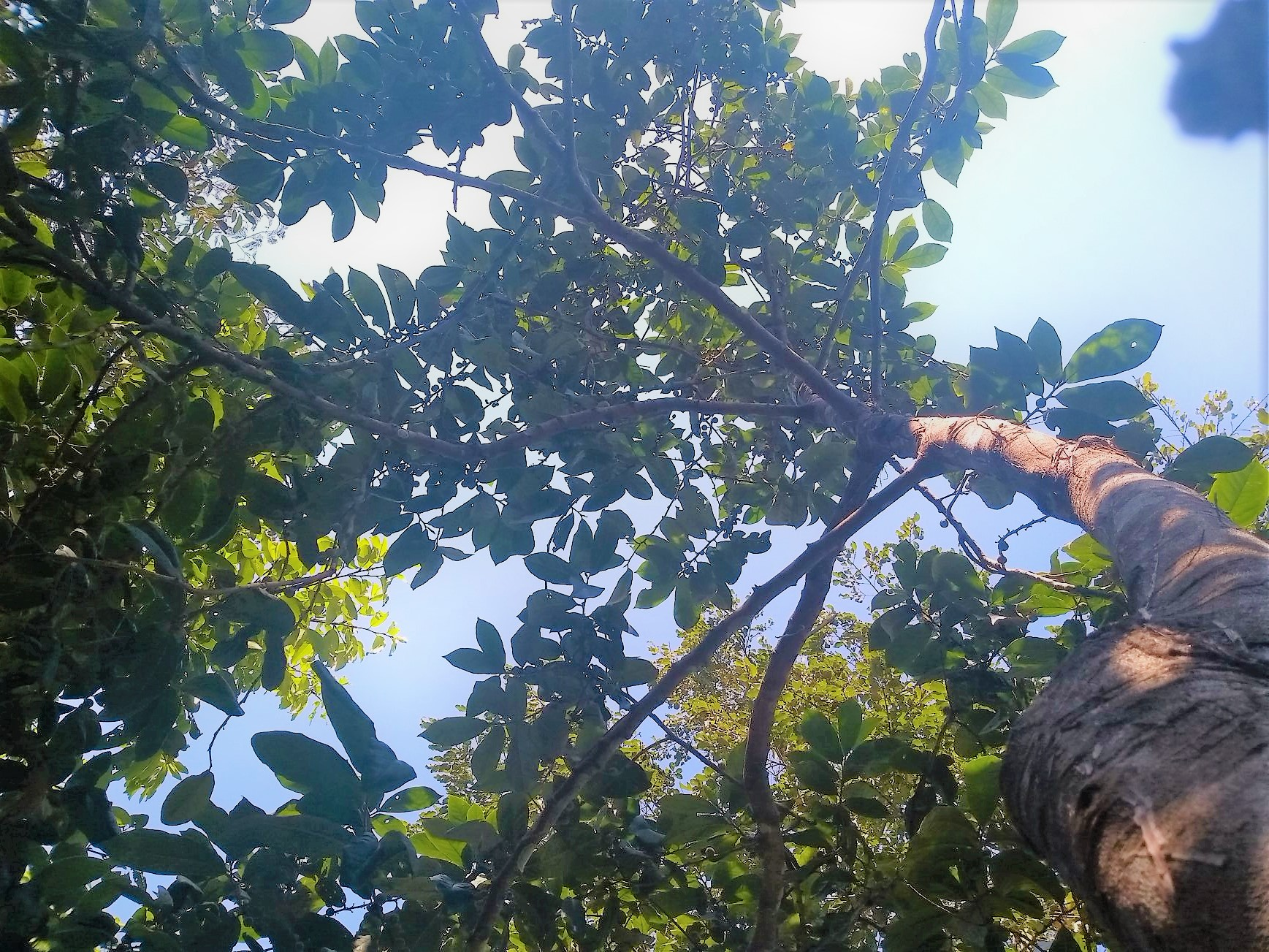
Louro Apagão vista de baixo (Tronco)

Suas pequenas flores são muito peculiares, sendo compostas por três ou quatro estames (onde se formam os gametas dos vegetais), estes concrescidos (ou seja, se desenvolvem unidos), sendo bastante atrativas a abelhas e outros insetos. Suas folhas são lisas, com nervuras marcadas e bordas onduladas.
Seus frutos são redondos, de 1 cm aproximadamente, com a superfície levemente rugosa na fase inicial de desenvolvimento. Posteriormente, abrem-se em partes que permanecem unidas entre si, expulsando as pequenas sementes.
Tanto os frutos quanto as sementes são altamente procurados pela fauna local, principalmente aves que buscam alimento no período de Inverno - Primavera no Brasil, no qual ambas as partes se desenvolvem.

## Usos
O tronco de algumas espécies do Gênero "Pera" costumam ser usados na sapataria para a fabricação de tamancos e solados de sapatos em geral, entretanto, devido ao desmatamento e não conservação do seu habitat (Mata Atlântica), tanto a espécie do artigo como as outras encontram-se em relativo grau de ameaça à extinção.

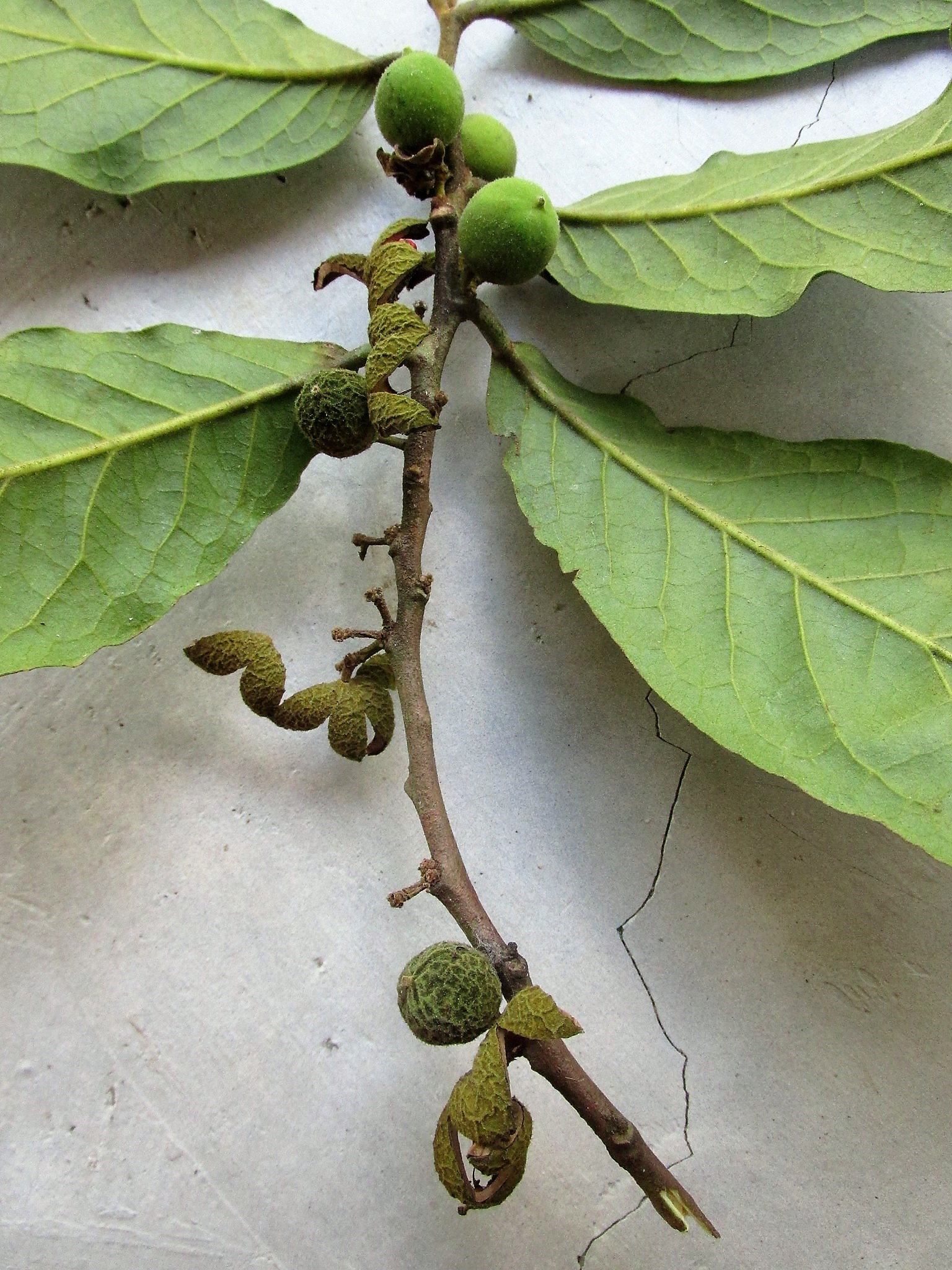
Maturação de Frutos de Louro Apagão

Conservá-la e utilizá-la em processos de reflorestamento, ou até mesmo para projetos de urbanização, permitem que a espécie continue seu processo de propagação, gerando equilíbrio no ecossistema e alimentando espécies da Avifauna que vão de encontro a seus frutos.

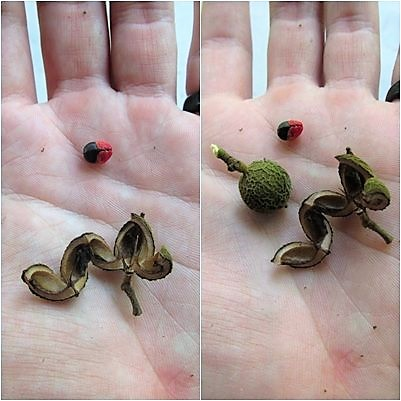
Sementes de Louro Apagão quando o fruto se matura e as dispersa

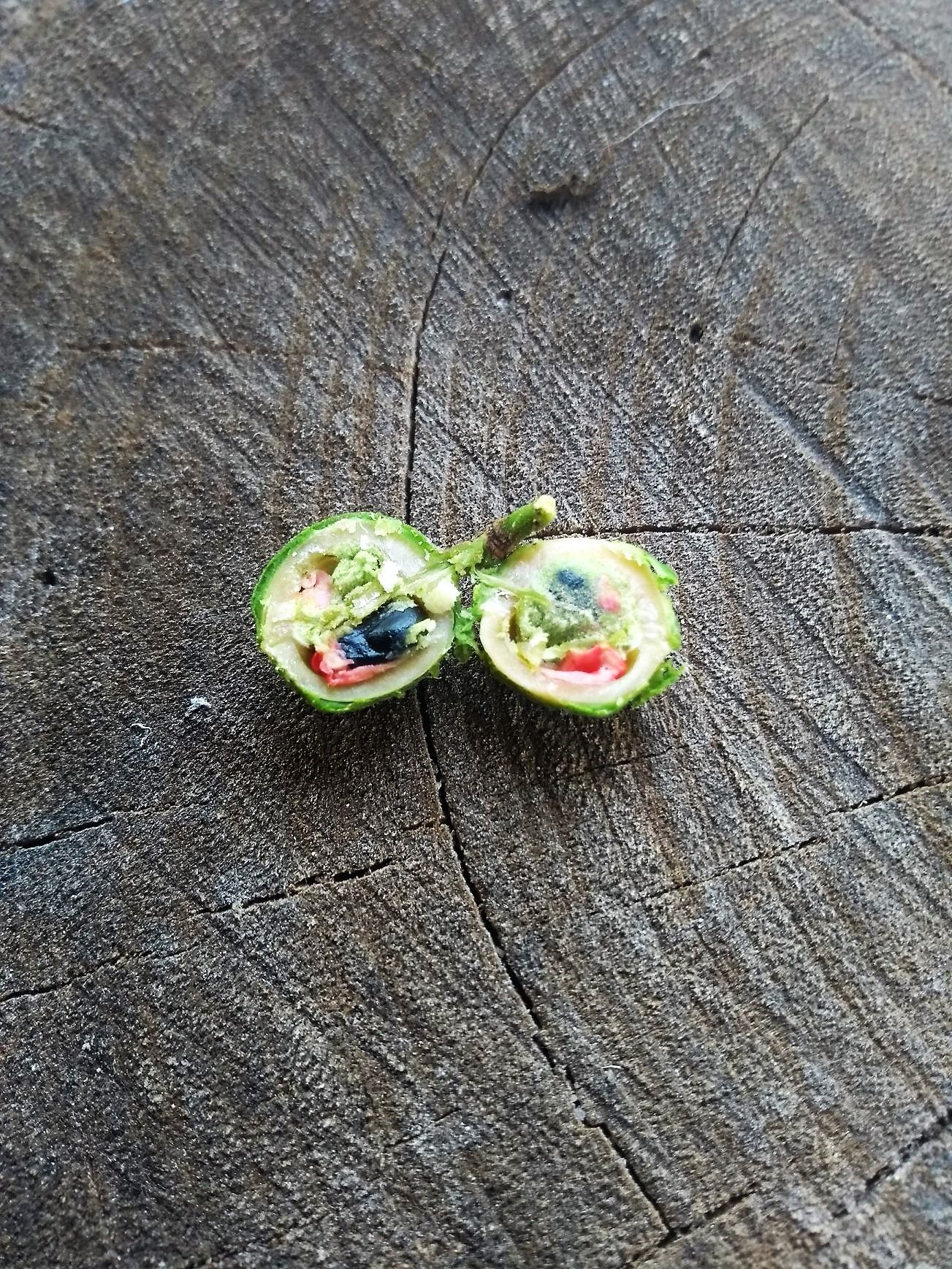
Fruto aberto do Louro Apagão em estado de maturação